# Cedar Stars Rush
O Cedar Stars Rush é um clube americano de futebol  que compete na USL League Two.

## História
O clube é de propriedade do Rush Sports, que também é dono de três outras equipes da USL2 - Colorado Rush SC, Daytona Rush SC e Virginia Beach United.
Em 2019 o clube ficou em quinto lugar da Divisão Meio-Atlântico e não se classificou para os playoffs.